# Myliobatis hamlyni
Myliobatis hamlyni é uma espécie de peixe da família Myliobatidae.
É endémica da Austrália.
Os seus habitats naturais são: mar aberto.